# Боговарово
Боговарово (рос. Боговарово) — село в Октябрському районі Костромської області Російської Федерації.
Населення становить 2450 осіб. Входить до складу муніципального утворення Покровське сільське поселення.

## Історія
До 1945 та у 1963-1966 роках населений пункт належав до Вохомського району.
Від 2007 року входить до складу муніципального утворення Покровське сільське поселення.

## Населення
| 1959  | 1970  | 1979  | 1989  | 2002  | 2008  | 2010  |
| ----- | ----- | ----- | ----- | ----- | ----- | ----- |
| 1391  | ↗1783 | ↗2462 | ↗2640 | ↘2388 | ↗2505 | ↘2227 |
| 2014  |       |       |       |       |       |       |
| ↗2450 |       |       |       |       |       |       |